# 9a etapa del Tour de França 2008
La 9a etapa del Tour de França 2008 es desenvolupà el diumenge 13 de juliol entre les ciutats de Tolosa i Banhèras de Bigòrra, amb 224 km de recorregut.

## Perfil de l'etapa
És la primera etapa dins dels Pirineus al Tour del 2008.
La primera meitat del recorregut és relativament plana, amb dos esprints intermedis. Després de remuntar el riu Garona i el riu Pique fins a Banhèras de Luishon, es comença a pujar el coll del Peyresourde, de primera categoria, arribant als 1.569 metres d'altitud. L'ascens al Peyresourde són 13,2 quilòmetres amb una mitjana del 7,1% d'inclinació. El descens arriba fins a Arreau, on comença l'ascens al coll d'Aspin, també de primera categoria, fins a arribar als 1.489 metres. A partir d'aquest punt, hi ha 26 quilòmetres fins a l'arribada, a Banhèras de Bigòrra.

## Desenvolupament de l'etapa
Aliaksandr Kuchynski, Sebastian Lang i Nicolas Jalabert s'escapen al quilòmetre 22 de l'etapa, arribant a tenir 14 minuts i 20 segons d'avantatge. Cadel Evans caigué al peu del Peyresourde, fent-se mal al colze i el genoll esquerre, però continuant en carrera.
Durant l'ascens al Peyresourde, Sebastian Lang es queda sol, aconseguint un avantatge de 5'25" al cim sobre el gran grup.
A l'ascens de l'Aspin, Riccardo Riccò i Stefan Schumacher ataquen des del gran grup, on es queden Kirchen, Evans i Valverde. Sebastian Lang pateix i va perdent avantatge sobre els seus perseguidors, sent atrapat per Riccardo Riccò abans d'arribar al cim. L'italià baixà sol l'Aspin i arribà primer al final, amb un temps de 5 hores, 39 minuts i 28 segons. Vladímir Iefimkin, que atacà a cinc quilòmetres del final, quedà segon, i Cyril Dessel, amb la resta del grup de favorits, arribà tercer. Stefan Schumacher perd la tercera posició a la general.

## Esprints intermedis
- 1r esprint intermedi. Saint-Sulpice-sur-Lèze (km 29,5)

| 1r | Aliaksandr Kuchynski | 6 pts |
| 2n | Nicolas Jalabert     | 4 pts |
| 3r | Sebastian Lang       | 2 pts |

- 2n esprint intermedi. Segouagnet (km 111)

| 1r | Nicolas Jalabert     | 6 pts |
| 2n | Aliaksandr Kuchynski | 4 pts |
| 3r | Sebastian Lang       | 2 pts |

## Colls
| 1r | Sebastian Lang       | 3 pts |
| 2n | Aliaksandr Kuchynski | 2 pts |
| 3r | Nicolas Jalabert     | 1 pt  |

| 1r | Sebastian Lang       | 3 pts |
| 2n | Nicolas Jalabert     | 2 pts |
| 3r | Aliaksandr Kuchynski | 1 pt  |

| 1r | Sebastian Lang       | 3 pts |
| 2n | Nicolas Jalabert     | 2 pts |
| 3r | Aliaksandr Kuchynski | 1 pt  |

| 1r | Sebastian Lang       | 3 pts |
| 2n | Aliaksandr Kuchynski | 2 pts |
| 3r | Nicolas Jalabert     | 1 pt  |

| 1r | Sebastian Lang       | 4 pts |
| 2n | Aliaksandr Kuchynski | 3 pts |
| 3r | Nicolas Jalabert     | 2 pts |
| 4t | Samuel Dumoulin      | 1 pt  |

| 1r | Sebastian Lang       | 15 pts |
| 2n | Aliaksandr Kuchynski | 13 pts |
| 3r | Nicolas Jalabert     | 11 pts |
| 4t | David de la Fuente   | 9 pts  |
| 5è | Maxime Monfort       | 8 pts  |
| 6è | Luis León Sánchez    | 7 pts  |
| 7è | Mikel Astarloza      | 6 pts  |
| 8è | Matteo Carrara       | 5 pts  |

| 1r | Riccardo Riccò     | 30 pts |
| 2n | Sebastian Lang     | 26 pts |
| 3r | Bernhard Kohl      | 22 pts |
| 4t | David de la Fuente | 18 pts |
| 5è | Vincenzo Nibali    | 16 pts |
| 6è | Óscar Pereiro      | 14 pts |
| 7è | Denís Ménxov       | 12 pts |
| 8è | Samuel Sánchez     | 10 pts |

## Classificació de l'etapa
| Pos. | Ciclista           | Equip               | Temps      |
| ---- | ------------------ | ------------------- | ---------- |
| 1.   | Riccardo Riccò     | Saunier Duval-Scott | 5h 39' 28" |
| 2.   | Vladímir Iefimkin  | AG2R-La Mondiale    | 01' 04"    |
| 3.   | Cyril Dessel       | AG2R La Mondiale    | 01' 17"    |
| 4.   | Dmitri Fofónov     | Crédit Agricole     | m. t.      |
| 5.   | Christian Knees    | Team Milram         | m. t.      |
| 6.   | Maxime Monfort     | Cofidis             | m. t.      |
| 7.   | Alejandro Valverde | Caisse d'Epargne    | m. t.      |
| 8.   | Roman Kreuziger    | Liquigas            | m. t.      |
| 9.   | Damiano Cunego     | Lampre              | m. t.      |
| 10.  | Iaroslav Popòvitx  | Silence-Lotto       | m. t.      |

## Classificació general
| Pos. | Ciclista              | Equip             | Temps       |
| ---- | --------------------- | ----------------- | ----------- |
| 1.   | Kim Kirchen           | Columbia          | 38h 07' 19" |
| 2.   | Cadel Evans           | Silence-Lotto     | 00' 06"     |
| 3.   | Christian Vande Velde | Garmin Chipotle   | 00' 44"     |
| 4.   | Stefan Schumacher     | Gerolsteiner      | 00' 56"     |
| 5.   | Denís Ménxov          | Rabobank ProTeam  | 01' 03"     |
| 6.   | Alejandro Valverde    | Caisse d'Epargne  | 01' 12"     |
| 7.   | Stijn Devolder        | Quick Step        | 01' 21"     |
| 8.   | Oscar Pereiro Sio     | Caisse d'Epargne  | 01' 21"     |
| 9.   | Samuel Sanchez        | Euskaltel-Euskadi | 01' 27"     |
| 10.  | Carlos Sastre         | Team CSC          | 01' 34"     |

## Classificacions annexes

### Classificació per punts
| Classificació per punts | Total   |
| ----------------------- | ------- |
| Kim Kirchen             | 123 pts |
| Óscar Freire            | 119 pts |
| Thor Hushovd            | 105 pts |

### Classificació de la muntanya
| Classificació de la muntanya | Total  |
| ---------------------------- | ------ |
| David de la Fuente           | 61 pts |
| Sebastian Lang               | 57 pts |
| Riccardo Riccò               | 50 pts |

### Classificació del millor jove
| Classificació del millor jove | Total      |
| ----------------------------- | ---------- |
| Andy Schleck                  | 38h 09'17" |
| Maxime Monfort                | + 09"      |
| Roman Kreuziger               | + 22"      |

### Classificació per equips
| Classificació per equips | Total        |
| ------------------------ | ------------ |
| Team CSC                 | 114h 24' 23" |
| Caisse d'Epargne         | + 3' 29"     |
| Saunier Duval-Scott      | + 4' 47"     |

### Combativitat
Sebastian Lang (Gerolsteiner)

## Abandonaments
No hi va haver abandonaments a l'etapa.